# 劉廣定
劉廣定（1938年12月14日—），男，原籍福建福州，生於上海，台灣化學家。曾任教於國立臺灣大學化學系，現為該系名譽退休教授。

## 生平
劉廣定生於1938年，祖父是律師刘崇佑。1960年畢業於國立臺灣大學化學系，1968年獲得普渡大學博士。1970年進入國立臺灣大學化學系任教，並曾借調擔任行政院國家科學委員會自然科學發展處處長、國立中央大學化學系首任系主任。他還曾擔任中央研究院科學史委員會委員、Journal of Physical Organic Chemistry 編輯委員。2006年2月退休。

## 学术研究
劉廣定的研究主要是：
- 液晶：合成與取代基效應。
- 物理有機化學：溶離反應活性、氧-17核磁共振化學移差
- 科學史：化學史、中國科技史

## 獎項與榮譽
- 1988年年教育部理科學術獎
- 1994年中國化學會學術獎章
- 1995年中山學術獎（科學史）

## 著作
- 《中國科學史論集》，劉廣定，國立臺灣大學出版中心，2002年3月10日，ISBN 9570104996
- 《化外談紅》，劉廣定，大安，2006年7月1日，ISBN 9867712242
- 《大師的零玉》，劉廣定，秀威資訊，2006年10月31日，ISBN 9789866909054
- 《益智化學》，劉廣定，台灣商務，2012年3月1日，ISBN 9789570526837
- 《愛國正義一律師：劉崇佑先生》，劉廣定，秀威資訊，2012年6月1日，ISBN 9789862219379

## 外部連結
- 國立臺灣大學化學系劉廣定網頁 （页面存档备份，存于）